# Cours Commandant-d'Estienne-d'Orves
Ne pas confondre avec le Cours Honoré-d'Estienne-d'Orves à Marseille
Le cours Commandant-d'Estienne-d'Orves est une rue de Nantes, en France.

## Situation et accès
Située dans le centre-ville de Nantes, le cours Commandant-d'Estienne-d'Orves débute rue de Strasbourg et se termine rue Léon-Maître.

## Origine du nom
Honoré d'Estienne d'Orves (1901-1941) est un officier de marine français, héros de la Seconde Guerre mondiale, martyr de la Résistance. Installé rue du Bois-Halgan, dans le quartier nantais de Chantenay, il organise le réseau de résistants bretons Nemrod et sera fusillé par les Allemands au Mont-Valérien.

## Historique
Il occupe l'ancien emplacement de la partie est d'un bras de la Loire, le bras de l'Hôpital, qui a disparu à l'occasion des comblements de Nantes. Après le détournement de l'Erdre via le tunnel du canal Saint-Félix, le comblement du bras de l'hôpital devient une priorité. Le pont de la Rotonde, datant de 1869, franchissant la Loire entre la place Duchesse-Anne et l'avenue Carnot, nécessite des travaux. Le comblement rend inutile un investissement en réparations pour le pont. Entre 1938 et 1940, le comblement du bras de la Bourse est achevé, ainsi que la partie est du bras de l'hôpital, zone où se trouve l'actuel cours Commandant-d'Estienne-d'Orves.
Dans le cadre des travaux de réaménagement du square Élisa-Mercœur, qui ont débuté en novembre 2012, la circulation automobile a été basculée le long de la voie ferrée le 19 juin 2013, en empiétant sur le jardin, permettant ainsi l'extension de celui-ci vers l'île Feydeau, et rejoignant alors le cours John-Kennedy, qui a bénéficié du même aménagement.

## Bâtiments remarquables et lieux de mémoire
Le cours est bordé au sud par le square Élisa-Mercœur.
Au nord, le projet urbain du Carré Feydeau est en cours de construction en 2012, la date de livraison annoncée est fin 2013. Le bâtiment va accueillir 12 000 m2 de commerces (7 % de la surface de vente du centre-ville de Nantes en 2008), ainsi que 76 logements et un parking public de 520 places. L'accès aux commerces se fera par le cours.